# ParisTech
ParisTech (het voormalige Institut des sciences et technologies de Paris) is een stichting die 10 gerenommeerde ingenieursscholen in Parijs, Frankrijk, die gespecialiseerd zijn in wetenschap en bedrijfsleven samenbrengt.
In 1991 richtte een aantal Grandes Écoles met een programma van ingenieurswetenschappen een coördinerende vereniging op, de "Grandes écoles d'ingénieurs de Paris", om nauwere samenwerking op gebieden van gemeenschappelijk belang te bevorderen en daarmee internationale erkenning te verwerven als een entiteit van voldoende omvang en belang. In 1999 werd de naam veranderd in "ParisTech".
In 2007 veranderde de status van ParisTech in een openbare instelling voor wetenschappelijke samenwerking (établissement public de coopération scientifique).

## Leden van de associatie
De aangesloten instituten van ParisTech zijn reeds lang gevestigde openbare onderwijs- en onderzoeksinstellingen, waarvan vele werden opgericht in de 18e eeuw. Sommigen bieden een breed onderwijs op hoog niveau in de wetenschap, zoals Arts et Métiers ParisTech, Mines ParisTech, École des Ponts ParisTech en ENSTA ParisTech, terwijl anderen een dieper, op onderzoek gericht niveau van expertise bieden in bepaalde wetenschappelijke disciplines, zoals AgroParisTech (voeding en leefmilieu), Télécom ParisTech (telecommunicatie), Chimie ParisTech (chemie), ESPCI ParisTech (natuurkunde, chemie en biologie), Institut d'optique Graduate School (natuurkunde en optica) en ENSAE ParisTech (Economie, Statistiek & Financiën).
Aan ParisTech instellingen doceren zo'n 2.000 docenten, en studeren circa 16.500 studenten waarvan circa 30% buitenlanders.
ParisTech was van 2006 tot 2013 lid van IDEA League, een alliantie tussen universiteiten in wetenschap en technologie in Europa, de alliantie is nog steeds lid van CESAER en coördinator en lid van het ATHENS-programma.
De meerderheid van de instellingen van ParisTech zijn sinds 2014 ook een onderdeel van de nieuw opgerichte Universiteit Parijs-Saclay.
De aangesloten hogescholen en instituten zijn:
- École Nationale Supérieure d'Arts et Métiers (Arts et Métiers ParisTech), ingenieursschool opgericht in 1780
- École nationale des ponts et chaussées (École des Ponts ParisTech), opgericht in 1747
- Institut des sciences et industries du vivant et de l'environnement (AgroParisTech), opgericht in 2007, als gevolg van de fusie van drie hogescholen in  agronomie, bosbouw en voedingsleer met wortels die teruggaan tot 1664
- École nationale de la statistique et de l'administration économique (ENSAE ParisTech), opgericht in 1942
- École supérieure de physique et de chimie industrielles de la ville de Paris (ESPCI ParisTech), opgericht in 1882
- École nationale supérieure de chimie de Paris (Chimie ParisTech), opgericht in 1896
- École nationale supérieure des mines de Paris (Mines ParisTech), opgericht in 1783
- École nationale supérieure des télécommunications (Télécom ParisTech), opgericht in 1878
- École nationale supérieure de techniques avancées (ENSTA ParisTech), opgericht in 1741
- Institut d'Optique Graduate School (SupOptique), opgericht in 1920

Aalborg ·
Aken ·
Barcelona ·
Belgrado · 
Berlijn · 
Boedapest · 
Boekarest · 
Braunschweig · 
Brno ·
Darmstadt ·
Delft ·
Dresden ·
Dublin ·
Enschede · 
Gdańsk · 
Gent ·
Glasgow · 
Göteborg ·
Graz ·
Grenoble ·
Guildford · 
Haifa ·
Hannover ·
Helsinki ·
Istanboel ·
Karlsruhe ·
Kaunas ·
Lausanne ·
Leuven ·
Lissabon ·
Lissabon NOVA ·
Louvain-la-Neuve ·
Lund · 
Lyon ·
Madrid ·
Milaan ·
Parijs-Saclay ·
Parijs ParisTech ·
Porto ·
Poznań ·
Praag ·
Riga ·
Sheffield · 
Stockholm ·
Stuttgart ·
Tallinn ·
Tomsk ·
Trondheim ·
Turijn ·
Valencia ·
Warschau ·
Wenen ·
Zürich